# Elaeagnus angustifolia
Elaeagnus angustifolia, llamado popularmente cinamomo, pangí, árbol del paraíso, olivo de Bohemia y olivillo, es un arbusto o un árbol de hoja caduca de la familia Elaeagnaceae, originario de zonas secas a áridas de Asia Central y Suroccidental de hasta 25 metros de altura  con frutos pequeños que recuerdan a los dátiles, pero de escaso valor comercial en comparación a estos.

## Nombre
Su nombre común proviene de su similitud en apariencia con el olivo (Olea europaea), de una familia botánica diferente, las oleáceas. No debe confundirse con la misma designación de "árbol del paraíso" con la que se conoce en Argentina, Paraguay y Uruguay a la especie Melia azedarach.

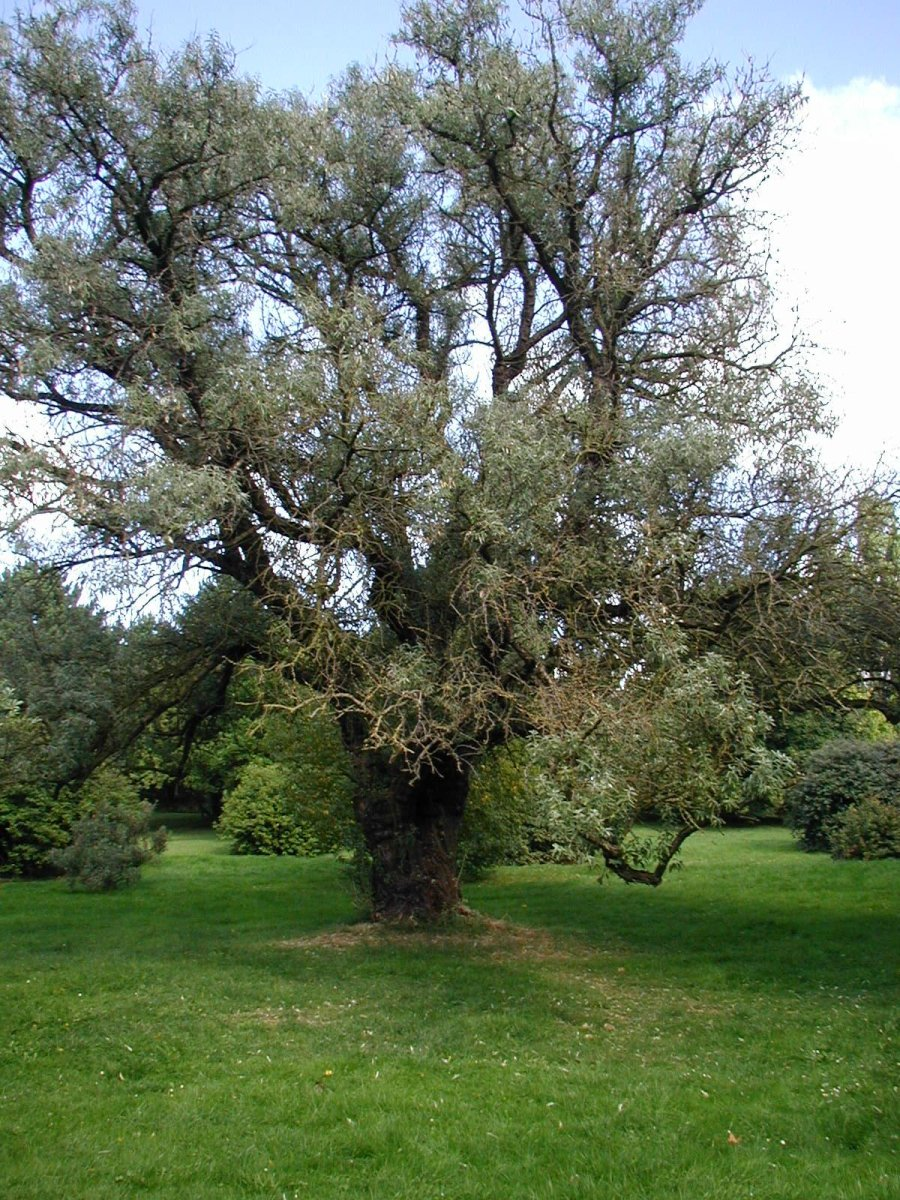
En su hábitat

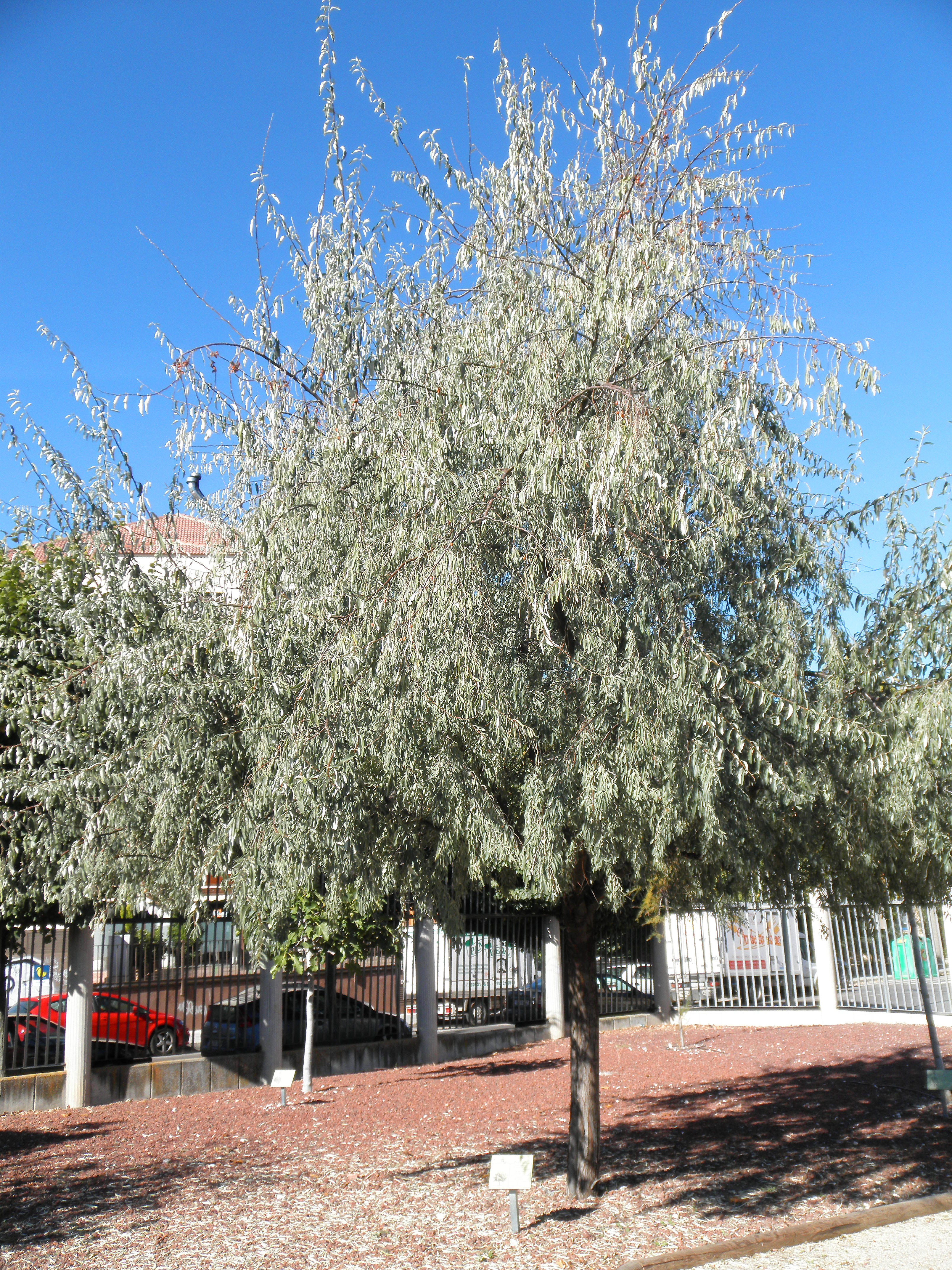
Vista del árbol.

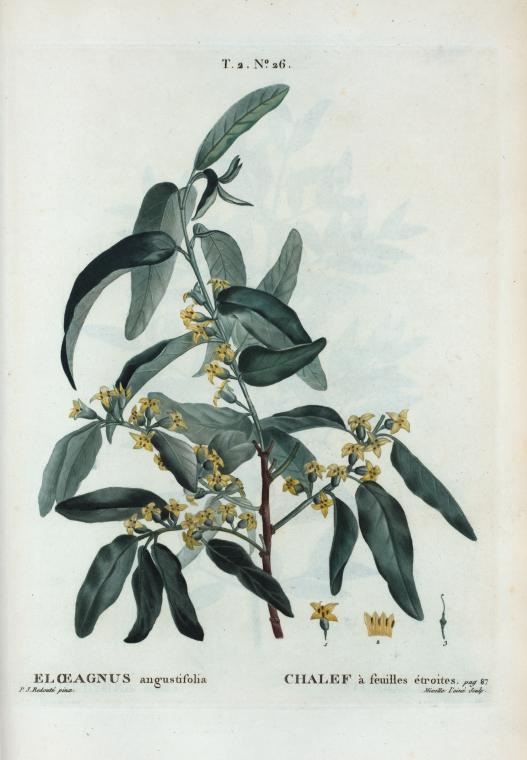
Ilustración.

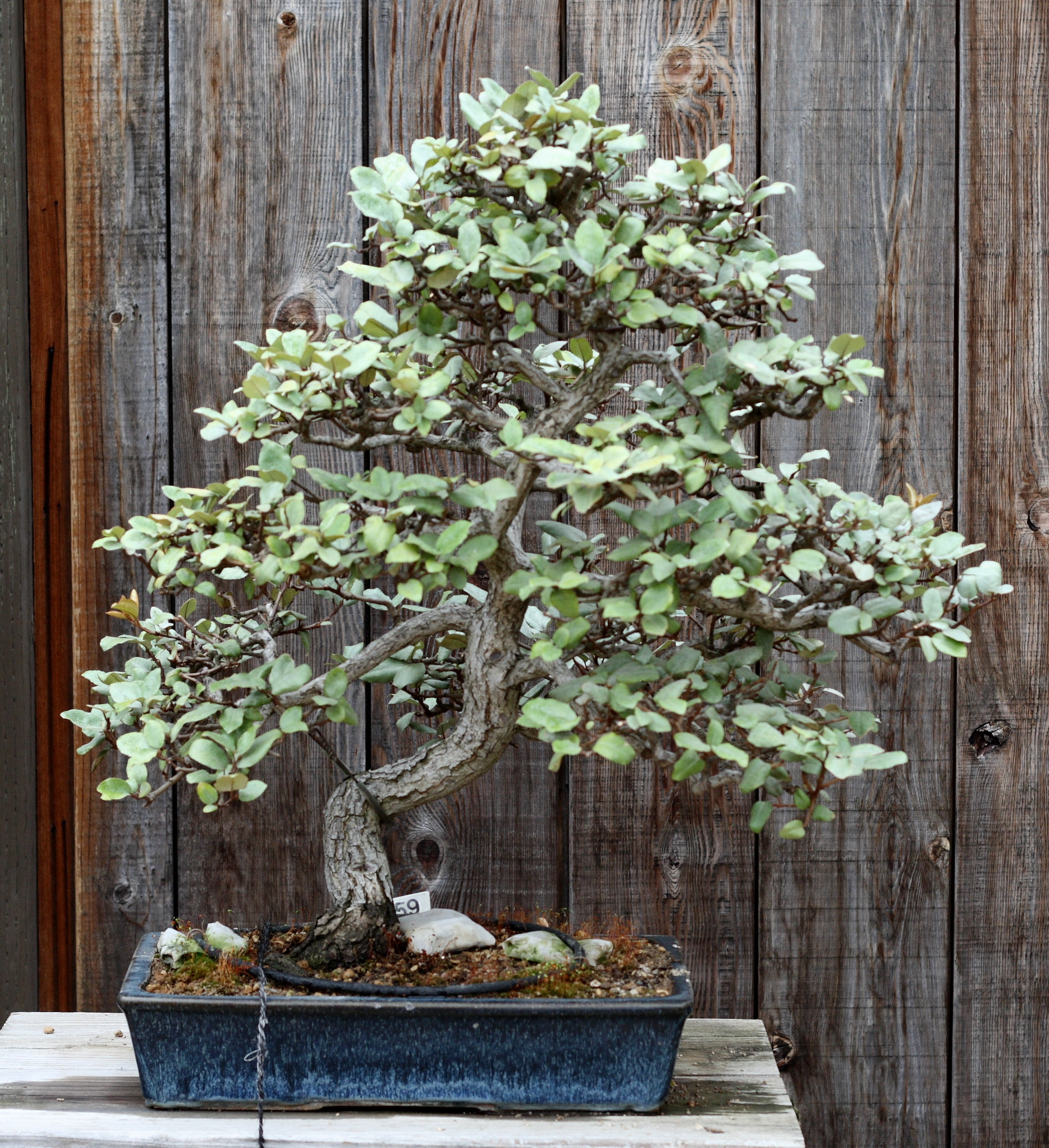
Como bonsái.

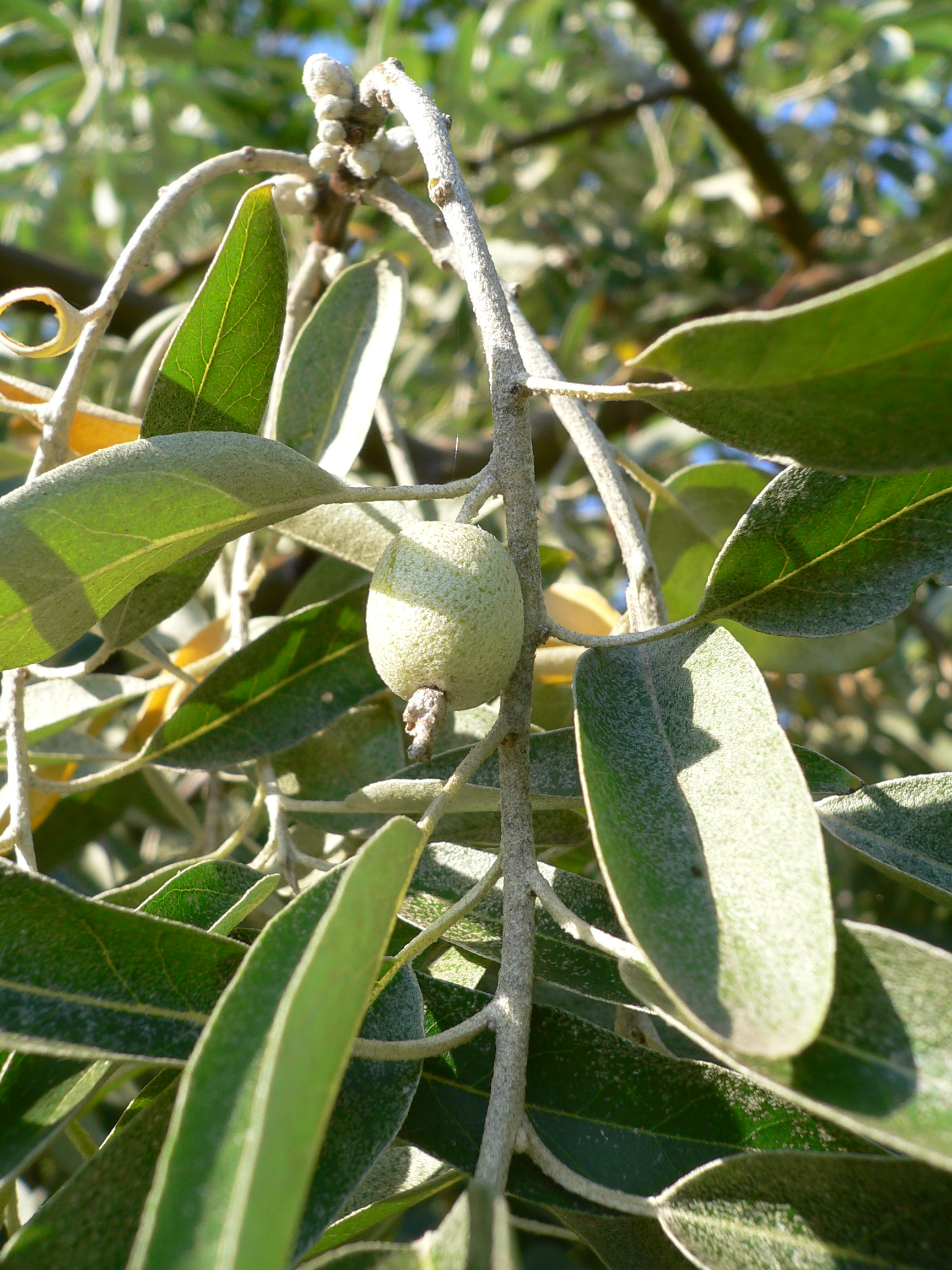
rama con fruto

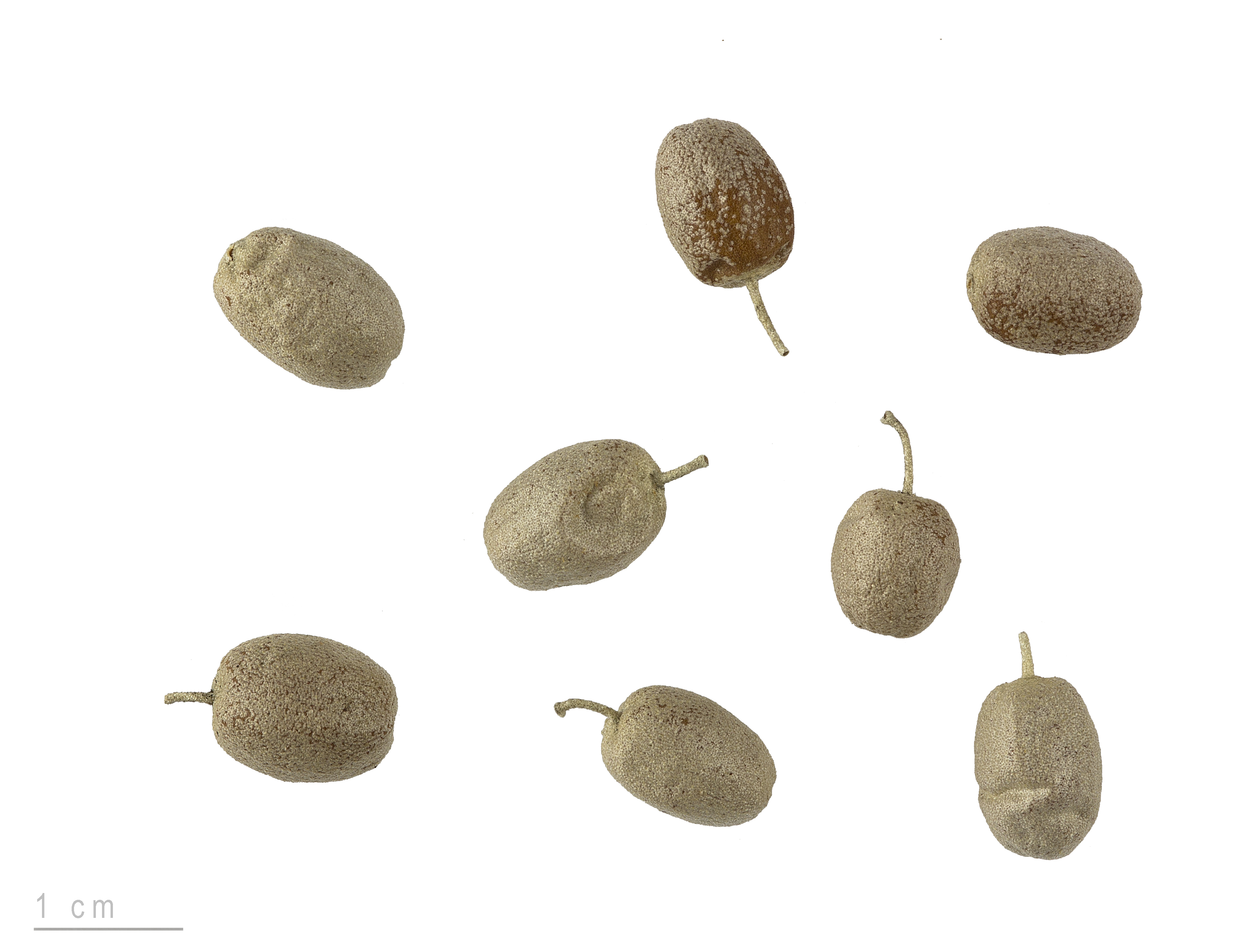
Frutos secos de Elaeagnus angustifolia - MHNT

## Morfología
Elaeagnus angustifolia es un árbol que no suele superar los 10 m de altura con la copa redondeada o alargada más o menos irregular, aunque algunos ejemplares alcanzan los 25 metros de altura. Muchos ejemplares tienen el tronco muy inclinado, por lo cual al llegar a cierto tamaño no es infrecuente que se caiga, creando brotes nuevos. Tiene raíces  poco profundas y se extienden cerca de la superficie. 
El tallo es algo tortuoso con corteza marrón oscuro que se va agrietando y resquebrajando con la edad. Las ramas son espinosas, con ramillas lustrosas de color rojizo. Las hojas son lanceoladas, verde-grisáceas por el haz y plateado-escamosas por el envés. Las flores salen a fines de primavera, formando pedúnculos en las axilas de las hojas, de color blanquecino tirando a amarillo limón por su parte interior. Aparecen solitarias o en conjuntos de dos o tres y desprenden un olor agradable. El fruto  es una drupa de aproximadamente 1 cm de largo, ovalada u ovoide-esférica (similares a una pequeña aceituna), de color rojizo-amarillento con un pericarpio comestible de color blanco plateado dulzón y harinoso. La maduración de la fruta comienza en julio en el hemisferio norte en Europa central, sin embargo, rara vez se producen frutas. 
La especie puede prosperar en terrenos salinos con la suficiente humedad, por lo cual es frecuente cerca del mar y en cuencas endorreicas salinas.

## Hábitat
Es originario de Asia occidental y central, desde el sur de Rusia y Kazajistán e Irán hasta Turquía.
En la Argentina crece como árbol invasivo en las márgenes del Río Negro en la provincia de Río Negro, desde la isla de Choele Choel hasta la ciudad de Viedma. Es un ambiente templado seco con nevadas invernales, que produce que sea claramente caducifolio.
En España existe en el término municipal de Valdemoro, en el parque denominado "Bolitas del Airón", un bosque espontáneo de los pocos de la península ibérica.[cita requerida]

## Cultivo
Empezó a cultivarse en 1736, en Alemania. Actualmente, su cultivo está muy extendido en Europa central y meridional, por su uso ornamental y también por sus flores fragantes y su fruto comestible; siendo su fruto consumible de la misma forma que el de Elaeagnus umbellata (cinamomo japonés).
Esta especie tolera la poda modeladora y luego forma setos muy densos. Es tan ideal como cortavientos. También se planta para refuerzo de terraplenes y reverdecimiento y como inhibidor de deslizamiento en dunas de arena. No solo se considera menos sensible a la contaminación del aire, sino que también tolera concentraciones bastante altas de sales de todo tipo en el suelo. En particular, es resistente a la sal de la carretera. Sin embargo, no tolera heladas severas, especialmente a finales de primavera.

## Propiedades y usos
Su frutos (aceitunas de Bohemia), son similares en apariencia al fruto del olivo, se consumen frescos, curadas, o molidos en harina, la cual se añade al pan, sopas y otros platos; e igualmente son utilizados para hacer vino con un peculiar aroma especiado. Las frutas se pueden almacenar durante mucho tiempo sin procesar.
Respecto a su madera, esta es considerada de mala calidad y sin valor comercial.

## Origen del nombre
Su nombre común, "árbol del paraíso", muy probablemente se debe a ser citado en la Biblia como un árbol que se encontraba en el Edén. También se conoce como "olivo de Bohemia" dado el parecido que tienen sus hojas a las del olivo y a ser abundante en esa región. En La Mancha se le conoce como "pangino", en Andalucía, sin embargo, se le conoce como "cinamomo" por su parecido con otro árbol de ese nombre; y también como "pangí".
Respecto al nombre científico, parece ser que Carlos Linneo lo eligió basándose en las palabras griegas "eleia" (olivo) y "agnos" (agnocasto, una planta que se parece al árbol). Otras fuentes aseguran que el nombre deriva de la misma palabra griega "eleia" y la también griega "gennao" (engendrar algo semejante), indicando de este modo su parecido al olivo. Por este mismo parecido es que se lo denomina "olivillo" en la patagonia argentina donde es una especie invasiva en las costas del valle medio del río Negro.

## Taxonomía
Elaeagnus angustifolia fue descrita por  Carlos Linneo  y publicado en Species Plantarum 1: 121. 1753.
sinonimia
- Elaeagnus argentea Moench
- Elaeagnus caspica (Sosn.) Grossh.
- Elaeagnus dactyliformis Schltdl.
- Elaeagnus erivanensis Fisch. ex Schltdl.
- Elaeagnus hortensis M.Bieb.
- Elaeagnus igda (Servett.) Tzvelev
- Elaeagnus iliensis (Musch.) Musch.
- Elaeagnus incana Lam.
- Elaeagnus inermis Mill.
- Elaeagnus litoralis (Servett.) Kozlowsk.
- Elaeagnus longipes var. hortensis (M. Bieb.) Maxim.
- Elaeagnus moorcroftii Wall. ex Schltdl.
- Elaeagnus orientalis L.
- Elaeagnus oxycarpa Schltdl.
- Elaeagnus oxycarpa var. microcarpa (Servett.) Tzvelev
- Elaeagnus songarica var. kozlovskajae Tzvelev
- Elaeagnus songorica (Bernh. ex Schltdl.) Schltdl.
- Elaeagnus spinosa L.
- Elaeagnus tifliensis Vis.
- Elaeagnus tomentosa Moench
- Elaeagnus turcomanica Kozlowsk.[4]